# Palm Springs
Palm Springs è una città di 44.575 abitanti degli Stati Uniti d'America, facente parte della Contea di Riverside, nello Stato della California. È situata circa 60 chilometri ad est di San Bernardino, 177 chilometri ad est di Los Angeles e 225 chilometri a nord-est di San Diego.

## Storia

### Fondazione

#### Insediamento indiano
Ricerche archeologiche hanno provato che la tribù Cahuilla ha vissuto nell'area per gli ultimi 350-500 anni. Il nome da loro dato all'area era "Se-Khi" (acqua bollente). Quando la riserva Agua Caliente fu istituita dal governo statunitense nel 1896, il territorio concesso ad essa era costituito da quadrati di terra alternati, a mo' di scacchiera, ad altri concessi invece alla Southern Pacific Railroad come incentivo a portare la ferrovia nel deserto.
Ai nostri giorni la riserva Agua Caliente è composta da piccoli gruppi che vivono nella valle di Coachella e nell'area del Passo di San Gorgonio. La riserva occupa 13 000 ettari, dei quali 2 700 sono all'interno dei confini della città, facendo così degli indiani della riserva i proprietari della più grande quantità di terreno della città. Attualmente la grandezza della tribù è stimata tra 296 e 365 individui.

#### Esploratori spagnoli
All'inizio del XIX secolo esploratori spagnoli chiamarono l'area "Agua Caliente" (acqua calda). Una possibile origine del termine palm nel nome della città è rivelato nel numero del novembre 1992 di Art of California. Almeno uno degli esploratori spagnoli si riferì all'area con la Palma de la Mano de dios (il palmo della mano di Dio).

#### Fine del XIX secolo
Il primo colono bianco nell'area fu Jack Summers, che si occupava della stazione della diligenza nel 1862. Quattordici anni dopo, nel 1876, la ferrovia fu costruita 10 chilometri a nord isolando l'insediamento. Il nome attuale della città, "Palm Springs", probabilmente divenne d'uso comune alla metà degli anni sessanta del XIX secolo, quando dei topografi del governo notarono che una sorgente d'acqua era situata alla base di "due gruppi di palme (two bunches of palms)". Nel 1884, quando il procuratore di San Francisco John Guthrie McCallum si stabilì a Palm Springs, il nome era già entrato nell'uso comune.

### XX secolo
La città divenne un resort di moda nel primo decennio del '900, quando arrivarono persone che necessitavano di un clima caldo e secco. Il villaggio di Palm Springs era molto confortevole grazie al suo microclima, poiché l'area è in ombra durante il tardo pomeriggio in estate, visto che è protetta dalle San Jacinto Mountains a ovest. Durante l'inverno le montagne invece bloccano i venti freddi provenienti dal Passo di San Gorgonio.
Negli anni venti le star di Hollywood furono attratte dal clima caldo, secco e soleggiato e dalla tranquillità. Membri dell'International style ebbero molte commissioni dalle star, e usarono la città come luogo di sperimentazione urbanistica.

#### Residenza stabile

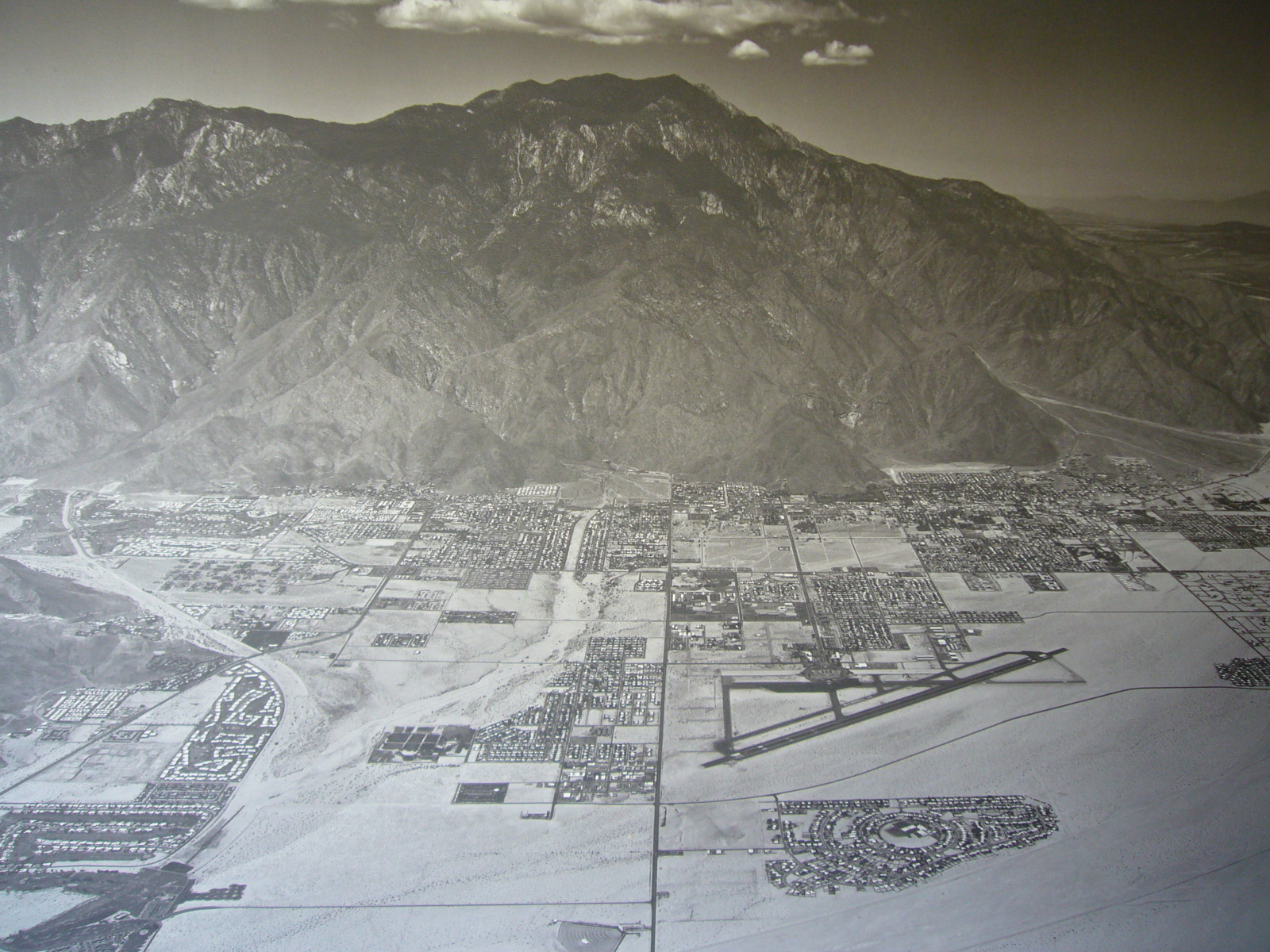
Una vista dall'alto di Palm Springs nel 1973

A partire dagli anni settanta, un numero sempre crescente di pensionati si è trasferito nella valle di Coachella. Per questo Palm Springs iniziò ad evolversi da una città fantasma durante l'estate a una vera città, abitata per tutto l'anno. Aziende e hotel che prima chiudevano durante luglio e agosto presero l'abitudine di rimanere aperte tutto l'anno. Come crebbe il commercio, così crebbe anche il numero di famiglie con bambini.

## Geografia e ambiente
Secondo lo United States Census Bureau la città ha un'area di 246,3 km² (95 miglia quadrate), dei quali 244 km² (99,1%) sono occupati da terra e 2,3 km² (0,90%) da acqua.

### Clima
Palm Springs è situata nell'area desertica della valle di Coachella, ed è protetta dalle San Bernardino Mountains a nord, dalle Little San Bernardino Mountains ad est, dalle Santa Rosa Mountains a sud e dalle San Jacinto Mountains ad ovest. Questa particolare posizione dona alla città il suo clima torrido e asciutto, caratterizzato da ben 354 giorni all'anno di sole e soltanto 122,7 mm di pioggia annui. I mesi invernali sono tiepidi, con i giorni più caldi caratterizzati da massime di solito comprese fra i 23 e i 30 °C (73-86 °F) e minime notturne tra 10 e 16 °C (50-60 °F), mentre i giorni più freddi hanno massime tra 17 e 22 °C (62-71 °F) e minime notturne tra 7 e 9 °C (43-46 °F). La temperatura più bassa mai registrata è stata di −7,2 °C (19 °F) il 22 gennaio 1937. I mesi estivi hanno massime di solito comprese fra 41,1 e 44,4 °C (106-112 °F), e minime notturne fra 25 e 32,2 °C (77-90 °F). La temperatura media annuale è di 23,7 °C (74,7 °F). Statisticamente vi sono 180 giorni all'anno che raggiungono una temperatura di almeno 32,2 °C (90 °F), e 116 che raggiungono almeno quella di 37,8 °C (100 °F). La temperatura più alta mai registrata è stata di 50,6 °C (123 °F), registrata in varie occasioni. Una minima notturna di 40,6 °C (105,1 °F) è stata registrata il 13 luglio 1985, una delle più alte minime notturne mai registrate sulla Terra.
| PALM SPRINGS        | Mesi | Mesi | Mesi | Mesi | Mesi | Mesi | Mesi | Mesi | Mesi | Mesi | Mesi | Mesi | Stagioni | Stagioni | Stagioni | Stagioni | Anno  |
| PALM SPRINGS        | Gen  | Feb  | Mar  | Apr  | Mag  | Giu  | Lug  | Ago  | Set  | Ott  | Nov  | Dic  | Inv      | Pri      | Est      | Aut      | Anno  |
| ------------------- | ---- | ---- | ---- | ---- | ---- | ---- | ---- | ---- | ---- | ---- | ---- | ---- | -------- | -------- | -------- | -------- | ----- |
| T. max. media (°C)  | 21,6 | 23,3 | 26,9 | 30,9 | 35,4 | 39,8 | 42,3 | 41,8 | 38,8 | 32,9 | 25,8 | 20,7 | 21,9     | 31,1     | 41,3     | 32,5     | 31,7  |
| T. min. media (°C)  | 7,4  | 8,9  | 11,2 | 14,1 | 17,9 | 21,6 | 25,3 | 25,3 | 22,2 | 16,8 | 10,9 | 6,7  | 7,7      | 14,4     | 24,1     | 16,6     | 15,7  |
| Precipitazioni (mm) | 29,5 | 29,5 | 12,4 | 1,3  | 0,5  | 0,5  | 3,6  | 7,4  | 5,6  | 5,1  | 9,7  | 17,8 | 76,8     | 14,2     | 11,5     | 20,4     | 122,9 |

### Quartieri

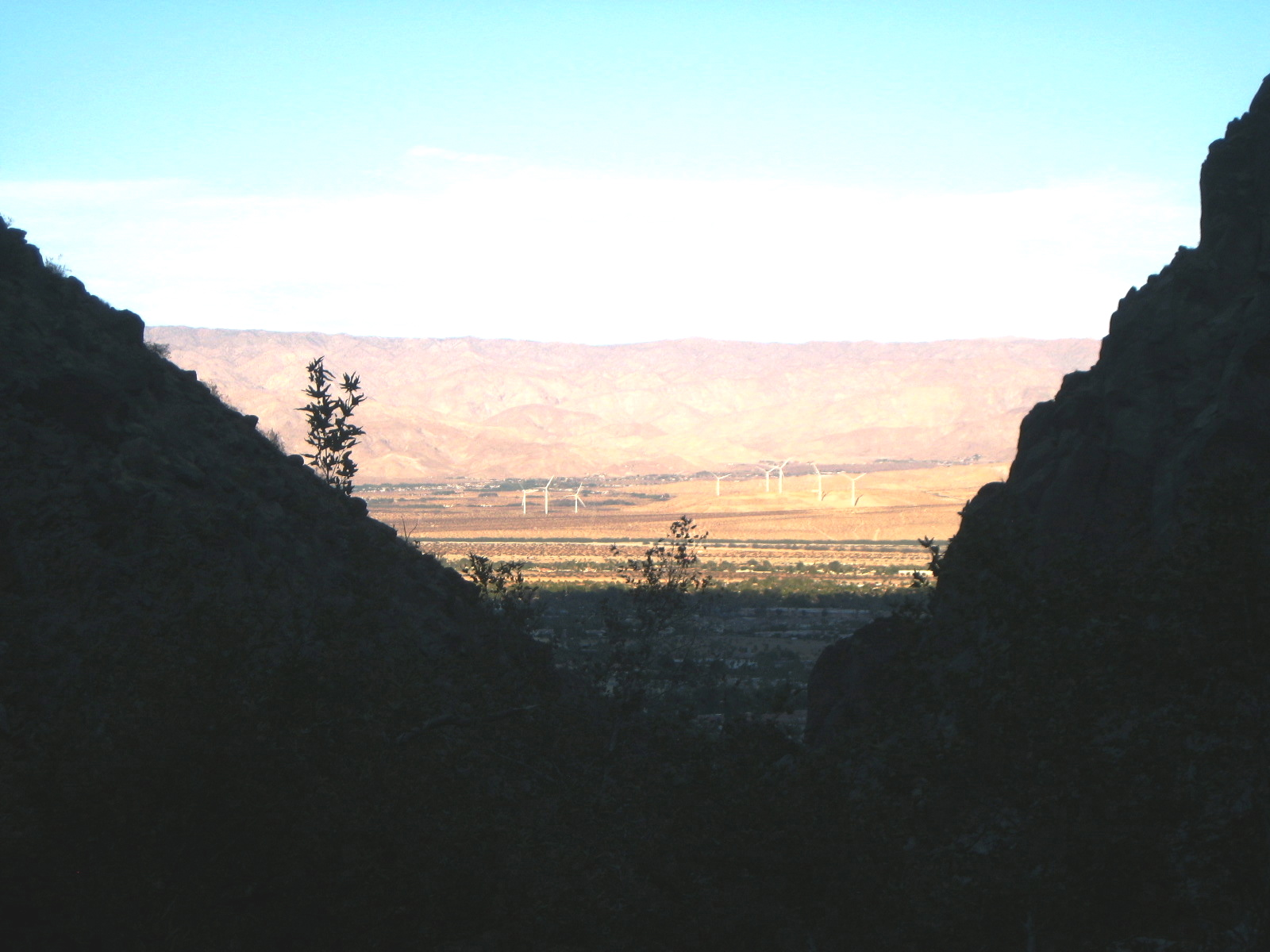
Vista attraverso le San Jacinto Mountains verso Palm Springs

La città di Palm Springs ha istituito un'indagine per identificare i differenti quartieri della città. Tra i 29 quartieri, 7 hanno un background storico e culturale.

#### Movie Colony
Movie Colony è appena ad est della Palm Canyon Drive. Il quartiere di Movie Colony East è più ad est, dal Ruth Hardy Park in avanti. Quest'area iniziò a svilupparsi negli anni trenta, quando le star di Hollywood iniziarono a far costruire qui delle residenze, più piccole di quelle dell'area di Los Angeles. Bob Hope, Frank Sinatra e Bing Crosby fra gli altri hanno costruito in quest'area.

#### El Rancho Vista Estates
Negli anni sessanta, Robert Fey costruì 70 case progettate da Donald Wexler e Ric Harrison in quest'area. Famosi residenti sono stati Jack LaLanne e il comico Andy Dick.

#### Warm Sands
Le case più antiche di Warm Sands risalgono agli anni venti, molte costruite in mattoncini. L'area include anche piccoli resort e il Ramon Mobile Home Park. Noti residenti sono stati lo sceneggiatore Walter Koch, l'artista Paul Grimm, l'attivista Cleve Jones e l'attore Wesley Eure.

#### The Mesa
Il quartiere The Mesa iniziò come una comunità indipendente vicino agli Indian Canyons. Famosi residenti sono stati Zane Grey, Clark Gable, Carole Lombard, Suzanne Somers, Herman Woulk, Barry Manilow e Trina Turk. Case caratteristiche sono la "Butterfly Houses" ("case della farfalla") di Wexler e la "Streamline Moderne Ship of the Desert" ("moderna nave aerodinamica del deserto").

#### Tahquitz River Estates

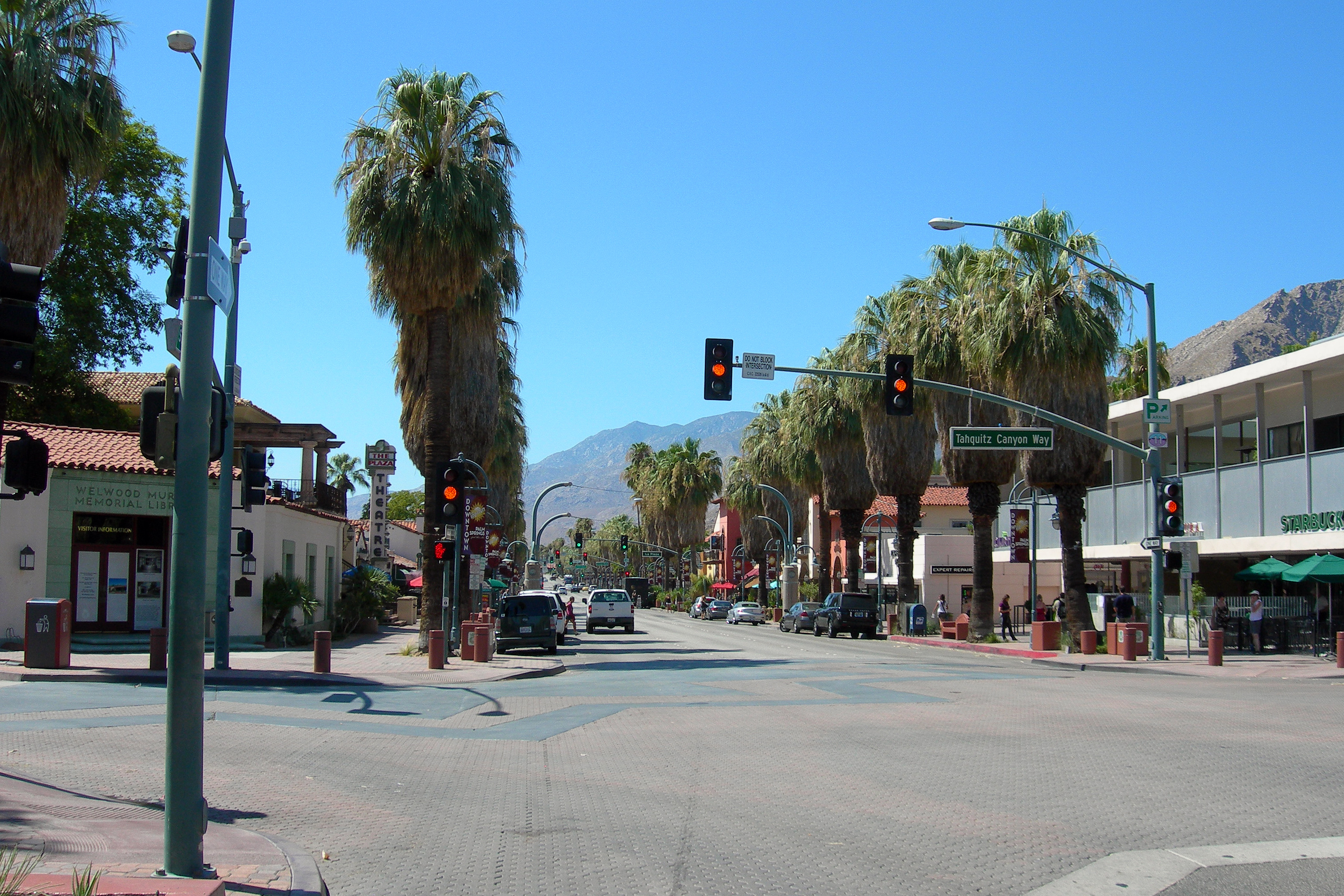
Tahquitz Canyon Way all'incrocio con N Palm Canyon Dr

Alcune case di questo quartiere risalgono agli anni trenta. L'area era posseduta da Pearl McCallum McManus che cominciò a costruire case dopo la fine della seconda guerra mondiale. Il dottor William Scholl (padrone della Dr. Scholl's) possedeva una residenza di 10 ettari qui. Oggi questo quartiere è il più grande di tutti, includendo 600 tra case e aziende nei suoi confini.

#### Sunmor Estates
Durante la seconda guerra mondiale, l'area di Sunmor Estates era la porzione occidentale del Palm Springs Army Airfield. Le case furono costruite da Robert Higgins e la Alexander Construction Company. L'attore e passato sindaco Frank Bogert comprò in questo quartiere la sua casa per 16000 $ e ci visse per 50 anni.

#### Historic Tennis Club
L'artista povero Carl Eytel si stabilì per primo nell'area che poi diventerà il Tennis Club. Un altro artista del quartiere fu Gordon Coutts, che costruì la sua residenza "Dar Marrac" qui nel 1924. Altre residenze sono la villa Marion Davies' in stile mediterraneo (ora Willows Historic Palm Springs Inn), il Casa Cody Inn, costruito da Harriet e Harold William Cody (cugino di Buffalo Bill Cody) e l'Ingleside Inn, costruito negli anni venti dalla famiglia di Humphrey Birge. Il quartiere ora ha circa 400 case singole, condomini, hotel e ristoranti.

#### Las Palmas
Ad ovest della Palm Canyon Drive si trovano i quartieri di Vista Las Palmas e Old Las Palmas. Anche questi quartieri vedono la presenza di residenze caratteristiche e di celebrità.

## Società

### Evoluzione demografica
| Città di Palm Springs Andamento della popolazione | Città di Palm Springs Andamento della popolazione |
| ------------------------------------------------- | ------------------------------------------------- |
| 1890                                              | 50                                                |
| 1900                                              | 150                                               |
| 1910                                              | 100                                               |
| 1920                                              | 75                                                |
| 1930                                              | 500                                               |
| 1940                                              | 3 434                                             |
| 1950                                              | 7 660                                             |
| 1960                                              | 13 468                                            |
| 1970                                              | 20 936                                            |
| 1980                                              | 32 359                                            |
| 1990                                              | 40 181                                            |
| 2000                                              | 42 807                                            |
| 2010                                              | 44 552                                            |

Nel Censimento degli Stati Uniti del 2010 si è rilevato che la popolazione di Palm Springs era, in quell'anno, di 44 552 abitanti. La densità di popolazione era di 181.1 abitanti/km². Diverse erano le etnie presenti: 33 720 bianchi (75,7%), 1 982 afroamericani (4,4%), 467 nativi americani (1,0%), 1 971 asiatici (4,4%), 71 oceano-americani (0,2%), 4 949 da altre etnie (11,1%), e 1 392 di due o più razze (3,1%). Gli ispanici in generale erano 11 286 (25,3%).
I nuclei familiari erano 22 746, dei quali 3 337 (14,7%) avevano figli sotto i 18 anni, 5 812 (25,6%) erano coppie di sesso opposto sposate viventi insieme, 1 985 (8,7%) avevano una donna come unico adulto, 868 (3,8%) avevano un uomo come unico adulto. Vi erano 1 031 (4,5%) coppie non sposate viventi insieme, e 2 307 (10,1%) coppie dello stesso sesso sposate viventi insieme. 10 006 nuclei familiari (44,0%) erano costituiti da un'unica persona di cui 4 295 (18,9%) avevano come unico appartenente un individuo di 65 anni o più anziano. La grandezza media dei nuclei familiari era 1,93 persone. Vi erano 8 665 famiglie (38,1% di tutti i nuclei familiari), la grandezza media delle famiglie era 2,82 persone.
La popolazione era distribuita in questo modo tra le diverse fasce d'età: 6 125 (13,7%) persone sotto ai 18 anni, 2 572 (5,8%) tra i 18 e i 24, 8 625 (19,4%) tra i 25 e i 44, 15 419 (34,6%) tra i 45 e i 64, e 11 811 (26,5%) di 65 anni o superiore. L'età media era di 51,6 anni. Ogni 100 femmine vi erano 129,3 maschi. Ogni 100 femmine sotto ai 18 anni d'età vi erano 133,8 maschi.
Vi erano 34 794 abitazioni, con una densità di 141,4/km², delle quali 13 349 (58,7%) erano occupate dal proprietario, e 9 397 (41,3%) erano in affitto. 24 948 persone (56,0% della popolazione) viveva in case occupate dai proprietari, mentre 19 065 (42,8%) viveva in case affittate.

## Economia

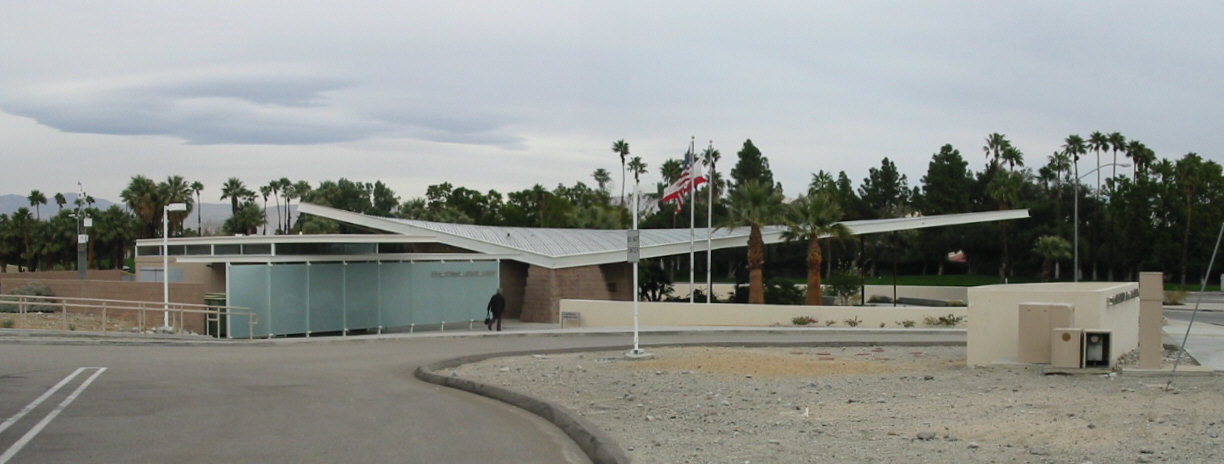
Il centro Visitatori di Palm Springs è stato ricavato nella storica Tramway Gas Station progettata da Albert Frey.

Anche se le celebrità continuano a ritirarsi a Palm Springs, molte oggi si stabiliscono in altre aree della valle di Coachella. L'economia della città ora vive sul turismo, e l'amministrazione locale dipende largamente dalle tasse ad esso relative. La città è ricca di festival, convention ed eventi internazionali, incluso il Palm Springs International Film Festival.
Nei pressi della città si trova la Palm Springs Aerial Tramway, ossia la funivia dotata delle più grandi cabine capaci di ruotare su se stesse al mondo. Essa sale dal Chino Canyon su per 4 chilometri fino alla stazione di monte, situata a 2596 m s.l.m., buon punto d'entrata al complesso delle San Jacinto Mountains. Nello stesso luogo è anche situato un ristorante affacciato su un notevole panorama.

## Arte e cultura
Nella città hanno luogo ogni anno due festival cinematografici internazionali: il Palm Springs International Film Festival a gennaio (parallelamente al festival dedicato ai cortometraggi) e il Cinema Diverse: The Palm Springs LGBTQ Film Festival a settembre.

## Amministrazione

### Città
La città è amministrata attraverso un council-manager, formato da un consiglio di cinque elementi, che assumono un City manager ed un City attorney. Il sindaco, il cui mandato dura quattro anni, è eletto dai cittadini. Gli altri quattro membri del consiglio hanno, anche loro, mandati di quattro anni, le cui elezioni sono scaglionate. La città è considerata una full-service city, perciò amministra direttamente i propri dipartimenti di polizia e vigili del fuoco, i propri parchi, il proprio programma educativo, la biblioteca cittadina, il sistema fognario, l'impianto di trattamento delle acque reflue e l'aeroporto internazionale.
Il sindaco attuale è Steve Pougnet, eletto nel 2007 e confermato nel 2011. Pougnet seguì Ron Oden, il primo sindaco della città afroamericano ed apertamente omosessuale (2003-2007). Frank Bogert fu il sindaco che ricoprì per più tempo tale incarico (1958-1966 e 1982-1988), ma il sindaco più famoso fu certamente Sonny Bono, che ricoprì tale carica dal 1988 al 1992 e fu poi eletto al congresso.

### Contea
Palm Springs si trova nella Riverside County, rappresentata da John Benoit. Negli anni ottanta fu proposta la creazione di una nuova contea, la Cahuilla County, che prendesse il posto della parte orientale della Riverside County, ma tale proposta venne rifiutata.

### Stato
Palm Springs è situata nel trentasettesimo distretto del senato della California, rappresentato dal repubblicano Bill Emmerson, e nell'ottantesimo distretto dell'Assemblea della California, rappresentato dal democratico V. Manuel Perez.

### Federale
Palm Springs si trova nel trentaseiesimo congresso della California per l'elezione del Congresso, rappresentato dal democratico Raul Ruiz.